# Allcinema
Allcinema es una base de datos en línea de películas estrenadas en Japón, operada por Stingray Inc desde 2003.  Anteriormente conocida como allcinema ONLINE, fue nominada para el Web Brand Survey 2010 por Nikkei BP Consulting.

## Historia
Hasta 2001 (Heisei 13), el sitio se llamaba Zenyoga Movies ONLINE. Inicialmente, Stingray lanzó el CD-ROM "Cinema Guide Zenyoga" para Windows lanzado en 1996 (Heisei 8) en la web. La segunda edición fue publicada en 1997 (Heisei 9). Actualmente abarca tanto las películas japonesas como las "extranjeras", que son las producidas en países de habla no japonesa.
El sitio contiene descripciones del elenco, los actores, las historias, la copia de capturas, etc., de las películas, los telefilmes y algunos dramas televisivos que se estrenaron en el cine, la televisión o los videogramas en Japón desde antes de la Segunda Guerra Mundial hasta la actualidad. La estructura básica es una página de trabajo y una página de lista de trabajo para cada miembro del personal, actor, etc. La página de comentarios se basa en los comentarios escritos por los usuarios registrados.
El orden de los listados en la página de la lista de películas por actores y personal es descendente del más nuevo al más antiguo, lo que es similar a otras bases de datos en japonés como Kinema Junpo DB y películas goo. A diferencia de otras bases de datos de películas japonesas en las que los listados están en orden ascendente y en estricto orden de fecha de estreno, el orden dentro del mismo año de estreno es aleatorio.
Los comentarios de los usuarios pueden contener spoilers. Los comentarios que contienen spoilers están marcados con "[Spoiler Alert]", Es necesario registrarse como miembro para comentar.
Ha sido ampliamente utilizado como uno de los sitios estándar para buscar títulos de películas y actores en japonés desde la época en que se llamaba "Zenyoga ONLINE".